# Gösta Granberg
Hans Gösta Granberg, född 13 januari 1903 i Hedvig Eleonora församling i Stockholm, död 1993 i Danderyd, var en svensk skådespelare.
Granberg är gravsatt i minneslunden på Danderyds kyrkogård.

## Filmografi
- 1931 – Röda dagen – spelade en man
- 1931 – Markurells i Wadköping – spelade Louis de Lorche